# Черняк, Евгений Иосифович
Евгений Иосифович Черняк (укр. Євгеній (Євген) Йосипович Черняк; 1895, с. Чехи Галиция (ныне Луговое (Львовская область) Украина) —3 ноября 1937, Сандармох, Карелия) — украинский советский литературный работник, редактор ежемесячного журнала «Життя й революція», историк, работник культуры, киновед, публицист, профессор.

## Биография
Из крестьян. Получил высшее историческое образование. В Россию переселился во время Первой мировой войны. Служил сначала в царской армии. Позже в РККА.
Участник Гражданской войны. Красный командир. С 1918 года был членом КП(б) Украины.
Литератор. В середине 1920-х годов — ответственный редактор журнала «Життя й революція» в Киеве. В 1927—1928 годах — заместитель председателя правления Всеукраинского фотокиноуправления по художественным вопросам.
В 1930—1932 годах работал заместителем заведующего культпропа окружного и городского комитетов ВКП(б) в Харькове. Профессор, заместитель директора Украинского НИИ истории материальной культуры. Кроме родного языка, владел немецким, английским, чешским, польским, русским языками.
Автор книги публицистики «Листи з чужих країн» (Харьков, изд. «ЛіМ», 1932) — про путешествие по странам Европы.
11 мая 1933 года был арестован в Харькове по обвинению в деле УВО. Тройкой при коллегии ГПУ УССР 23.09.1933 г. по ст. 54-2, 4, 7, 11 УК УССР, приговорён к 10 годам лагерей. Отбывал наказание на Соловках (табпункт Кремль, одиночная камера специзолятора).
Особой тройкой НКВД 9 октября 1937 г. приговорён к высшей мере. Расстрелян 3 ноября 1937 г. в Карелии (урочище Сандармох).
Реабилитирован посмертно в 1956 году.